# Скрипка Штроха
Скрипка Штроха (виолинофон) — разновидность скрипки, в которой для усиления звука используется не деревянный резонаторный ящик, а металлический раструб. Названа в честь изобретателя, Иоганна Штроха (нем. Johannes Matthias Augustus Stroh, 1828—1914), создавшего её в 1899 году.
Скрипка Штроха звучит гораздо громче обыкновенной, её звук более сфокусирован. Это привело к широкому использованию виолинофонов на студиях при записи грампластинок. Также эта скрипка использовалась в театрах, мюзик-холлах. С появлением микрофонов и электроскрипки популярность инструмента упала. Современные музыканты также используют характерный звук этого инструмента — в частности, скрипку Штроха можно услышать на отдельных записях Тома Уэйтса и Bat for Lashes.
В регионе Бихор (Румыния) известна разновидность скрипки Штроха — рум. vioara cu goarnă («скрипка с горном»), предположительно возникшая независимо. Она оснащена диафрагменным резонатором, аналогичным граммофонному, и продолжает использоваться в традиционной музыке.